# Laurent D'Jaffo
Laurent Mayaba D'Jaffo (ur. 5 listopada 1970 w Bazas) – beniński piłkarz grający na pozycji napastnika.

## Kariera klubowa
Karierę piłkarską D'Jaffo rozpoczął w klubie Montpellier HSC. W 1991 roku zadebiutował w jego barwach we francuskiej pierwszej lidze. Przez 4 lata grał w nim, będąc rezerwowym. W 1995 roku przeszedł do drugoligowego Chamois Niortais FC. Zawodnikiem tego zespołu był przez 1,5 sezonu. Z kolei wiosnę 1997 roku spędził w innym drugoligowcu, Red Star 93.
Od 1997 roku D'Jaffo zaczął grać na Wyspach Brytyjskich. W sezonie 1997/1998 był piłkarzem szkockiego Ayr United F.C. z First Division. Latem 1998 roku przeszedł do angielskiego Bury F.C. z Division One, a następnie występował w innych zespołach w tej lidze: Stockport County (w drugiej połowie 1999 roku) oraz w Sheffield United (od początku 2000 do lata 2002 roku). W sezonie 2002/2003 grał w Aberdeen F.C., a w sezonie 2003/2004 w Mansfield Town. Będąc zawodnikiem tego klubu, zakończył karierę piłkarską.
| Sezon   | Klub                | Kraj    | Rozgrywki      | Mecze | Bramki |
| ------- | ------------------- | ------- | -------------- | ----- | ------ |
| 1991/92 | Montpellier HSC     | Francja | Ligue 1        | 11    | 2      |
| 1992/93 | Montpellier HSC     | Francja | Ligue 1        | 5     | 0      |
| 1993/94 | Montpellier HSC     | Francja | Ligue 1        | 12    | 1      |
| 1994/95 | Montpellier HSC     | Francja | Ligue 1        | 8     | 0      |
| 1995/96 | Chamois Niortais FC | Francja | Ligue 2        | 10    | 0      |
| 1996/97 | Chamois Niortais FC | Francja | Ligue 2        | 8     | 6      |
| 1996/97 | Red Star 93         | Francja | Ligue 2        | 13    | 2      |
| 1997/98 | Ayr United          | Szkocja | First Division | 24    | 10     |
| 1998/99 | Bury F.C.           | Anglia  | Division One   | 37    | 8      |
| 1999/00 | Stockport County    | Anglia  | Division One   | 21    | 7      |
| 1999/00 | Sheffield United    | Anglia  | Division One   | 15    | 1      |
| 2000/01 | Sheffield United    | Anglia  | Division One   | 22    | 5      |
| 2001/02 | Sheffield United    | Anglia  | Division One   | 32    | 5      |
| 2002/03 | Aberdeen F.C.       | Szkocja | Premier League | 18    | 3      |
| 2003/04 | Mansfield Town      | Anglia  | Division Three | 8     | 1      |

## Kariera reprezentacyjna
W reprezentacji Beninu D'Jaffo zadebiutował w 2002 roku. W 2004 roku został powołany do kadry na Puchar Narodów Afryki 2004. Tam rozegrał jedno spotkanie, z Marokiem (0:4).